# Bifalina
La Bifalina è un peptide oppioide dimerico (Tyr-D-Ala-Gly-Phe-NH)2, costituito da due identici tetrapeptidi correlati alle encefaline e connessi da coda a coda attraverso un ponte idrazinico. La presenza di due distinti farmacofori conferisce alla Bifalina un'elevata affinità sia per i recettori oppioidi μ che per i δ (con una EC50 per i due recettori di circa 1-5 nM), mostrando quindi un'attività analgesica. La Bifalina presenta un profilo antiniocicettivo degno di nota. Infatti, in seguito a somministrazione intracerebroventricolare nei topi, la Bifalina mostra una potenza 7 volte maggiore del potente agonista oppioide etorfina e 7000 volte più alta della morfina, inoltre Bifalina e morfina si sono mostrate equipotenti in seguito a somministrazione interperitoneale. La straordinaria potenza in vivo di questo composto è accompagnata da ridotti effetti collaterali, in particolare riguardo alla comparsa di dipendenza in seguito all'assunzione prolungata. Per queste ragioni, diverse ricerche sono state compiute allo scopo di ottenere maggiori informazioni sulle relazioni struttura attività (SAR). I risultati hanno chiaramente indicato che, almeno per il legame al recettore μ, la presenza di due farmacofori non è necessaria. La Tyr1 è indispensabile per l'attività analgesica, mentre la sostituzione della Phe in 4 e 4' con amminoacidi non aromatici ma lipofili non influenza particolarmente l'affinità recettoriale; in generale la posizione 4,4' è considerata importante per la realizzazione di analoghi dotati di maggiore potenza e per modulare la selettività δ/μ. Il linker idrazinico non è fondamentale per l'attività e l'affinità, e può essere convenientemente sostituito con vari sostituenti cicloalifatici dotati di maggiore rigidità conformazionale.